# Maypacius bilineatus
Espèce
Synonymes
- Tetragonophthalma bilineata Pavesi, 1895

Maypacius bilineatus est une espèce d'araignées aranéomorphes de la famille des Pisauridae.

## Distribution
Cette espèce se rencontre en Éthiopie, au Congo-Kinshasa, au Mozambique, à Madagascar, en Afrique du Sud et au Eswatini.

## Description
La femelle holotype mesure 11 mm.

## Systématique et taxinomie
Cette espèce a été décrite sous le protonyme Tetragonophthalma bilineata par Pavesi en 1895. Elle est placée dans le genre Maypacius par Simon en 1906.

## Publication originale
- Pavesi, 1895 : « Esplorazione del Guiba e dei suoi affluenti compiuta dal Cap. Bottego. XVIII. Aracnidi. » Annali del Museo Civico di Storia Naturale di Genova, vol. 35, p. 491-537 (texte intégral).